# Мухаммад ібн Абдалла ібн Тахір
Мухаммад ібн Абдалла ібн Тахір (*824/825 — 867) — державний та військовий діяч Аббасидського халіфату.

## Життєпис
Походив з династії Тахіридів. Син еміра Абдалли ібн Тахіра. Народився у 824 або 825 році в Багдаді. У 830 році разом з батьком перебрався до Хорасану, де здобув освіту в Нішапурі. З метою збереження впливу свого роду в Іраку Абдалла ібн Тахір сприяв у 851 році призначенню Мухаммада на посаду валі аль-харб ва'л-шурта (скорочено валі або сагіб аль-шурта) Багдаду. Фактично керував столицею, оскільки в цей час халіф аль-Мутеваккіль мешкав в Самаррі. Невдовзі призначається валі Савабу і Фарсу, а також хаджибом. У 862 році отримав від халіфа аль-Мунтасіра додатково посаду намісника Мекки і Медіни.
У 863 році під час боротьби за владу між аль-Мустаїном та аль-Мутаззом підтримав першого, оскільки був невдоволений засиллям тюркської гвардії, яка поставила на трон в Самаррі аль-Мутазза. Мухаммад ібн Абдалла зміцнив Багдад, звівши стіни за 325 тис. динарів, блокував Самарру, також звернувся до військовиків й намісників провінції із закликом визнати халіфом аль-Мустаїна. Водночас у 864 році придушив повстання в куфі на чолі із Ях'єю ібн Омаром з династії Алідів. Того ж року отримав в керування аджемський Ірак з містом Гамадан. В Табаристані і Горгані він призначив валі свого брата Сулеймана, внаслідок чого вступив у конфлікт з небожем Мухаммадом ібн Тахіром.
Втім, не зумів організувати гідний і професійний спротив, внаслідок чого війська тюрків на чолі із аль-Муваффаком у лютому 865 року підійшли до брам Багдада. Бойові дії тривали до грудня, коли Мухаммад розпочав перемовини з аль-Муваффаком, за результатами яких Тахіриди і його війська отримували 1/3 доходів держави. Після цього на початку 866 року Мухаммад ібн Абдалла наказав арештувати аль-Мустаїна, визнавши халіфом аль-Мутазза. Останній зберіг усі посади Мухаммада ібн Абдалли. Боротьба за владу відволікла ібн Абдаллу від керування провінціями, де поступово набрали ваги місцеві очільники. 865 року Медіну та Мекку було захоплено Алідами.
Залишався при владі до самої смерті у литопаді 867 року. Його посади отримав брат Убайдалла ібн Абдалла.

## Меценат
Був покровителем митців, вчених та поетів, зокрема Ахмада аль-Маккі, Талаба, аль-Мубаррада. Був відомим дослідником та тлумачем хадисів.